# Norge i olympiska sommarspelen 1976
Norge deltog med 21 deltagare vid de olympiska sommarspelen 1976 i Montreal. Totalt vann de två medaljer och slutade på tjugoförsta plats i medaljligan.

## Medaljer

### Guld
- Alf Hansen och Frank Hansen - Rodd, dubbelsculler

### Silver
- Finn Tveter, Rolf Andreassen, Arne Bergodd och Ole Nafstad - Rodd, fyra utan styrman

## Bågskytte
Herrarnas individuella tävling
- Jan Erik Humlekjær — 2337 poäng (→ 24:e plats)

## Cykling
Herrarnas linjelopp
- Thorleif Andresen — 4:49:01 (→ 38:e plats)
- Geir Digerud — 5:04:42 (→ 55:e plats)
- Pål Henning Hansen — fullföljde inte (→ ingen placering)
- Stein Bråthen — fullföljde inte (→ ingen placering)

Herrarnas lagtempo
- Stein Bråthen
- Geir Digerud
- Arne Klavenes
- Magne Orre

Herrarnas tempolopp
- Harald Bundli — 1:08,093 (→ 7:e plats)

Herrarnas förföljelse
- Jan Georg Iversen — 7:e plats

## Friidrott
Herrarnas 1 500 meter
- Lars Martin Kaupang
  - Heat — 3:44,59 min (→ gick inte vidare)

Herrarnas 5 000 meter
- Knut Børø
  - Heat — startade inte (→ gick inte vidare, ingen placering)

- Knut Kvalheim
  - Heat — 13:20,60 min
  - Final — 13:30,33 min (→ 9:e plats)

Herrarnas 10 000 meter
- Knut Børø
  - Heat — 28:23,07 min (→ gick vidare till final)
  - Final — fullföljde inte (→ no ranking)

Herrarnas höjdhopp
- Terje Totland
  - Kval — 2,16 m
  - Final — 2,18m (→ 9:e plats)

- Leif Roar Falkum
  - Kval — 2,16 m
  - Final — 2,10m (→ 14:e plats)

Herrarnas diskuskastning
- Knut Hjeltnes
  - Kval — 61,30 m
  - Final — 63,06 m (→ 7:e plats)

Herrarnas spjutkastning
- Terje Thorslund
  - Kval — 82,52 m
  - Final — 78,24 m (→ 11:e plats)
- Bjørn Grimnes
  - Kval — 80,32 m
  - Final — 74,88 m (→ 14:e plats)

Damernas 1 500 meter
- Grete Waitz
  - Heat — 4:07,20 min
  - Semifinal — 4:04,80 min (→ gick inte vidare)

Damernas höjdhopp
- Astrid Tveit
  - Kval — 1,70 m (→ gick inte vidare)

## Fäktning
Herrarnas värja
- Nils Koppang
- Jeppe Normann
- Ole Mørch

Herrarnas lagtävling i värja
- Nils Koppang, Jeppe Normann, Kjell Otto Moe, Bård Vonen, Ole Mørch

## Rodd
Fyra utan styrman
- Ole Nafstad
- Arne Bergodd
- Finn Tveter
- Rolf Andreassen

Fyra med styrman
- Tom Amundsen
- Kjell Sverre Johansen
- Sverre Norberg
- Rune Dahl
- Alf Torp

Singelsculler
- Tone Pahle

Dubbelsculler
- Solfrid Johansen
- Ingun Brechan

## Segling
Finnjolle
- Tom Skjønberg

470
- Hans Petter Jensen
- Morten Jensen

Soling
- Kim Torkildsen
- Morten Rieker
- Peder Lunde, Jr.